# 王景 (翰林學士)
王景（1366年—1408年），字景彰，江浙行省處州路松陽縣（今浙江省遂昌縣）人，明朝政治人物。
洪武年間，其擔任懷遠教諭，因博學應招。之後累任山西參政，與董倫先後戍守雲南。建文初年，召入翰林院，修纂《明太祖實錄》。因張紞舉薦，擔任禮部侍郎兼翰林侍講。明成祖即位后，升任翰林學士。朱棣問如何禮葬建文帝，其回答道：“宜用天子禮。”朱棣聽從其意見。永樂六年，死於任上。